# Заєльцовська (станція метро)
55°03′33″ пн. ш. 82°54′46″ сх. д. / 55.05917° пн. ш. 82.91278° сх. д.
«Заєльцовська» (рос. Заельцовская) — кінцева станція Ленінської лінії Новосибірського метрополітену.
Територіально станція розташована в Заєльцовському районі Новосибірська, під великим транспортним вузлом міста — площею Калініна.
Початковий пуск було заплановано на 1990 рік, разом зі станціями «Гагарінська» і «Площею Маркса».  Проте через перебої у фінансуванні і постачанні матеріалів урочисте відкриття відбулося тільки 2 квітня 1992 року,одночасно зі станцією «Гагарінська».

## Вестибюлі
Проект станції передбачає два вестибюля (північний і південний). З платформою вестибюлі сполучені маршовими сходами і ескалаторами. Балюстради ескалатора виконані з нержавіючої сталі. Так як станція розташована на схилі заплави річки Єльцовка, тому південний, ближній до річки, вестибюль не має ескалаторів. Північний же вестибюль обладнаний 18-ти метровим тристрічковим ескалатором. Виходи південного вестибюля вбудовані в житлові будинки. Вхід і вихід пасажирів на станцію проводиться через чотири виходи, вбудованих у будинки і в окремо розташованих надземних павільйонах. Всі виходи станції дозволяють вийти на Площу Калініна і до Червоного проспекту.
Північний вестибюль станції сполучений з двома виходами: № 1 та № 2. Перший веде до вулиці Перевозчикова, а другий — до приладобудівного заводу і до зупинки наземного транспорту, що прямує в північному напрямку (у бік колишнього Міського аеропорту).
Південний вестибюль станції веде до двох виходів — № 3 та № 4. Третій — до зупинки наземного транспорту, в напрямку центру Новосибірська. Четвертий дозволяє вийти до ТДЦ «Європа», до зупинок наземного транспорту, в північно-східному напрямку (Міськлікарня, СДУШС , вул. Богдана Хмельницького).
За проектом всі входи на станцію мали об'єднати одним єдиним кільцевим пішохідним переходом. Перехід передбачав проміжні виходи на вулицю Дусі Ковальчук — до зупинок наземного громадського транспорту. У підсумку ці переходи зведені не були — спорудження їх було витратним через брак коштів.
2011 року була проведена реконструкція входу № 1. У ході тримісячних робіт метрополітен обладнав павільйон пандусами, над ним було змонтовано навіс. Також були встановлені камери спостереження та освітлення, а стіни та сходи входу оздоблені гранітом.

## Технічна характеристика
Конструкція станції — односклепінна мілкого закладення.

## Колійний розвиток
Станція має колійний розвиток: 6 стрілочних переводів, перехресний з'їзд, 2 станційних колії для обороту та відстою потягів і 2 колії для відстою потягів. Станція використовується для нічного відстою поїздів.

## Оздоблення
Платформа вистелена плитами червоного граніту. Колійним стінам додана увігнута циліндрична форма, вони оздоблені білим мармуром «коєлга».
У 2006-2007 роках реконструйовано освітлення станції з заміною світильників з концентричних ламп денного світла на сучасніші уніфіковані моделі із збереженням оригінальних металевих плафонів.